# 卡利基努斯战役
卡利基努斯戰役（Battle of Callicinus），發生於前171年，是羅馬共和國與馬其頓安提柯王朝國王珀爾修斯之間爆發的馬其頓戰爭一部分。這場戰役馬其頓國王擊敗羅馬執政官普布利烏斯·李錫尼·克拉蘇所率領的軍隊，但馬其頓國王珀爾修斯並未乘勝追擊，相反的，他向羅馬提出訂定和平條約的請求，但是被羅馬拒絕了。這使戰爭繼續下去，直到前168年的彼得那戰役。

## 参照
- 第三次馬其頓戰爭